# Pretorijská galerie
Pretorijská galerie (anglicky Pretoria Art Museum, afrikánsky Pretoriase Kunsmuseum) je galerie umění umístěná v jihoafrické Pretorii. Nachází se v parku Arcadia a zabírá celý městský blok ohraničený ulicemi Park, Wessels, Schoeman a Johann. 
Základem galerie je městská sbírka umění Pretoria's Art Collection, budovaná od 30. let 20. století. V roce 1932 ji rozšířil dar obrazů z pozůstalosti sira Maxe Michaelise. Těžištěm sbírky byla díla nizozemské školy 17. století. Jihoafrická část sbírky zahrnovala díla Henka Pierneefa, Pietera Wenninga, Franse Oerdera, Antona van Wouwa a Irmy Sternové. Sbírka byla původně umístěna na radnici. Protože jihoafrické galerie v Kapském Městě a Johannesburgu již měla dobré sbírky evropského umění 17., 18. a 19. století, bylo rozhodnuto zaměřit se na sestavení reprezentativní sbírky jihoafrického umění. 
Proto byly dále získány práce například Pietera Huga Naudého, Maggie Laubserové, Gerarda Sekota, Judith Masonové a dalších. Po smrti sochaře Lucase Sitholea roku 1994 byla získána část jeho odkazu. Od poloviny 90. let se v galerii koná také soutěž New Signatures.

## Budova
Městská rada v Pretorii v roce 1954 rozhodla, že pro uložení umělecké sbírky je potřeba postavit novou budovu. Byly vybrány ateliéry Burg, Lodge and Burg a W.G. McIntosh a stavební firma J. Zylstra (Pty) Ltd.  
Stavět se začaly 26. ledna 1962 a základní kámen položil 19. října 1962 tehdejší předseda vlády H. F. Verwoerd a starosta Pretorie E. Smith. Stavba z betonu a skla v tehdy moderním mezinárodním stylu byla dokončena v průběhu 18 měsíců. Budova byla slavnostně otevřena 20. května 1964 novým starostou Pretorie  P. J. van der Waltem. Prvním kurátorem nové galerie se stal Albert Werth, jmenovaný na počátku roku 1963 a působící v čele instituce až do svého odchodu do důchodu v roce 1991. 
Další výstavní prostor byl přistavěn v roce 1975, další rekonstrukce proběhly v letech 1988 a 1999. 